# Школа высшего спортивного мастерства
Шко́ла вы́сшего спорти́вного мастерства́ (ШВСМ) — государственные физкультурно-спортивные организации, на которые возложена обязанность развитие спорта высших достижений и подготовка спортсменов высокого класса в субъекте или муниципальном образовании, с целью участия в спортивных соревнованиях от имени и в зачет региона (в РФ – субъекта федерации) или муниципального образования.
Школы высшего спортивного мастерства существовали во всех республиках Советского Союза, и продолжают функционировать на постсоветском пространстве.
В настоящее время многие школы переименовываются в Центры спортивной подготовки, так как не оказывают образовательных услуг, а ведут исключительно подготовку спортсменов.
ШВСМ может вести подготовку по различным видам спорта и может иметь в своей структуре спортивные команды по игровым видам спорта.